# Obstmarkt (Bozen)

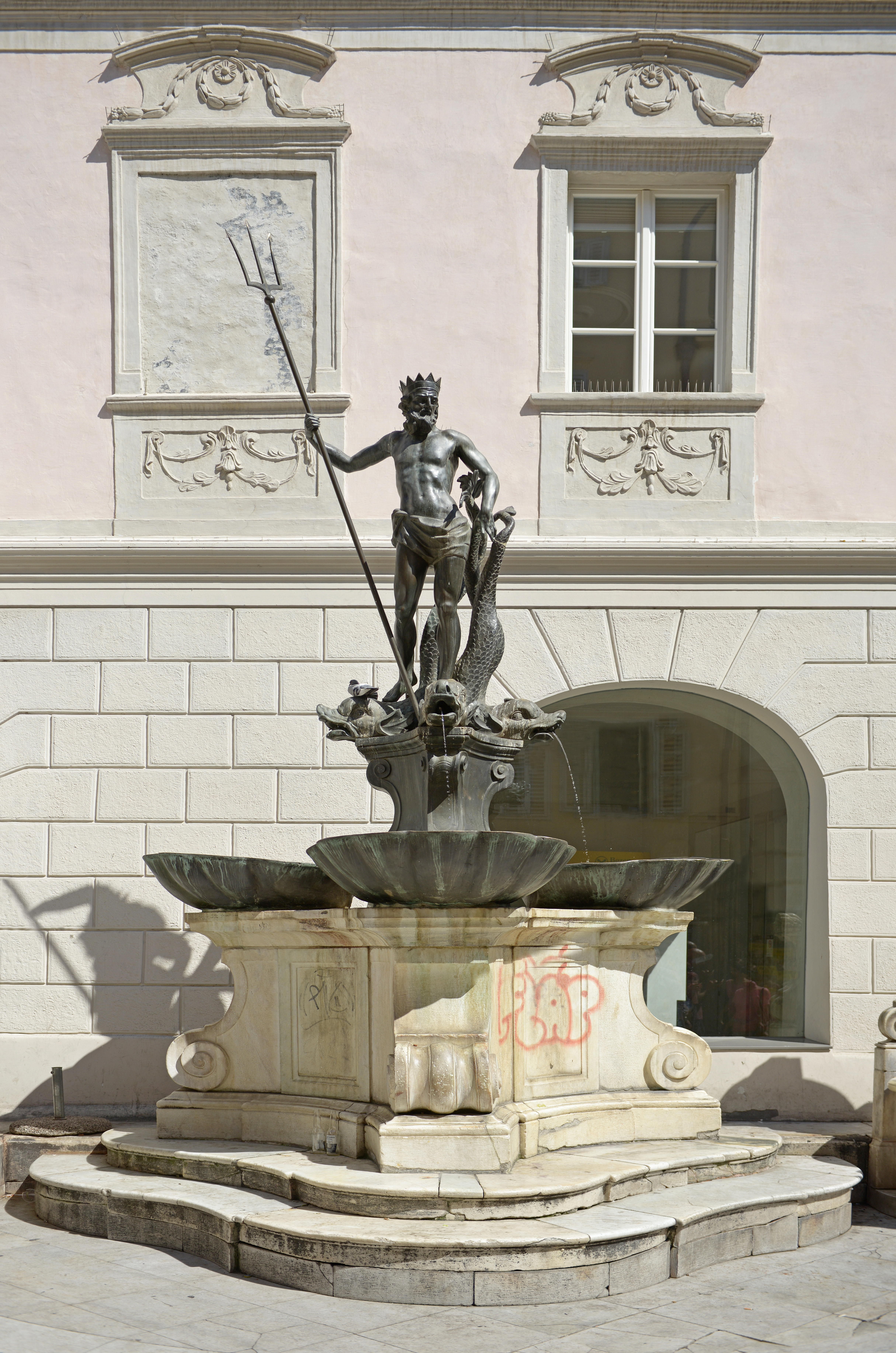
Der Neptunbrunnen am Bozner Obstmarkt

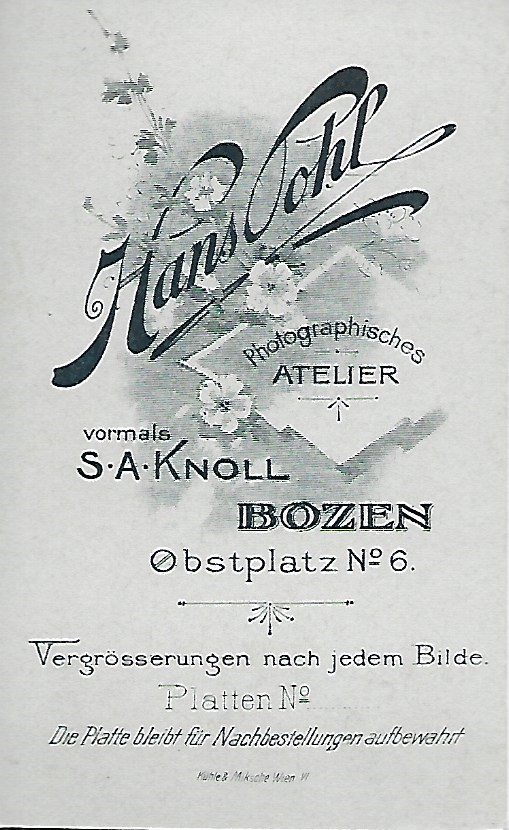
Revers einer Carte de visite des Photographen Hans Pohl, vormals Sebastian August Knoll, die beide ihre Fotoateliers am Obstplatz hatten, nach 1898

Der Obstmarkt, auch Obstplatz (italienisch Piazza delle Erbe), ist ein Platz in der Altstadt der Südtiroler Landeshauptstadt Bozen. Seinen Namen verdankt der schmale und langgezogene Platz seiner Funktion als Viktualienmarkt, der ursprünglich der Landbevölkerung den Verkauf ihrer landwirtschaftlichen Erzeugnisse an städtische Konsumenten ermöglichte. Als solcher wird der Platz bereits von Johann Wolfgang von Goethe in seiner Italienischen Reise gewürdigt. Er notierte zum 11. September 1786:
„Auf dem Platze [= Obstmarkt] saßen Obstweiber mit runden, flachen Körben, über vier Fuß im Durchmesser, worin die Pfirschen [= Pfirsiche] nebeneinander lagen, daß sie sich nicht drücken sollten. Ebenso die Birnen.“
Der Platz wird von einer alten Wegkreuzung determiniert. Hier, am schon im 13. Jahrhundert zugeschütteten alten Stadtgraben Bozens, überschneiden sich die Bozner Lauben, die Museumstraße (frühere Fleischgasse), die Franziskanergasse und die Goethestraße (frühere Predigergasse), auch war die Örtlichkeit unter Graf Meinhard II. von Tirol-Görz Sitz der öffentlichen Gerichtsversammlung. Laut der alten Vierteleinteilung im Altstadtbereich wurde der Obstmarkt vom ehemaligen 1. und 6.–8. Viertel gerahmt. Der alte Name des Platzes rührt hingegen vom Obertor her, das hier die Lauben westlich abschloss und mit dem am Rathausplatz (früher: Unterer Platz) das Niedertor korrespondierte – die beiden bald abgekommenen Bauten waren auch für zwei stadtadelige Familien namengebend. So lautete der alte Name des Platzes denn auch Oberer Platz oder einfach Platz; er wird in lateinischsprachigen Urkunden schon 1305 als „superior platea“ genannt, während die deutschsprachige Bezeichnung „am Obern platz“ 1471 begegnet. 1487 ist erstmals die Bezeichnung „Obzplatz“ belegt. Gemäß dem Bozner Stadtrecht von 1437 durften Geflügel, Obst und Eier nur am Obstplatz verkauft werden.
Im oberen Bereich des Platzes befand sich, gespeist von den alten Mühlkanälen, eine mittelalterliche Badstube.
Den Platz bestimmt ein Neptunbrunnen, eine klassizistische Bronzefigur des städtischen Kunstgießers Joachim Reiss, gegossen 1749 nach einem Modell des Bildhauers Georg Mayr d. J. Das im Volksmund als „Gabelwirt“ bezeichnete Werk wurde 1777 anstelle des ehemaligen Prangers aufgestellt. Dem Brunnen gegenüber erhebt sich das Torgglhaus. Diesem gegenüber und damit den Zugang zur Museumstraße säumend, steht der frühere Sonnenwirt, in dem u. a. Goethe, Herder und Kaiser Josef II. übernachtet haben. Der 1874 zwecks Straßenverbreiterung nach einem Entwurf von Josef Adam Irschara im Tudorstil zum Wohnhaus umgebaute ehemalige Gasthof (Obstmarkt 24) ist bereits im 15. Jahrhundert, damals dem Bozner Heiliggeistspital zugehörig, als „haus an der Sunen“ urkundlich bezeugt.
Ein faschistischer Überfall auf den Messefestzug vom 24. April 1921, dessen Gewalttaten am Obstmarkt kulminierten, führte zum Bozner Blutsonntag.
2015 wurden im oberen Abschnitt des Platzes zwei Stolpersteine verlegt, die an die beiden Holocaust-Opfer Auguste Freund und Wilhelm Alexander Loew-Cadonna erinnern.
Charakteristisch für den Platz sind die zahlreichen Obststände, auf denen neben Obst und Gemüse zusehends auch andere Lebensmittel, Blumen und Waren angeboten werden.
Das ehemalige Hotel Tirol, unmittelbar am Neptunbrunnen gelegen, ist heute Sitz der Raiffeisenkasse Bozen; vor dem Gebäude, eingangs der nördlichen Laubenzeile, steht eine kleine Bronzenachbildung des Charging Bull der Wall Street.